# جائزة فرناندو دالميدا العالمية للشعر
تمنح "المهرجان الدولي للشعر" الذي اختتم أعماله في مدينة الأنهار الثلاثة في كندا، الجائزة كل سنتين لشاعر من أفريقيا تكريماً لرُوح الشاعر والناقد الكاميروني من أصول بنينية وبرازيلية، فيرناندو دالميدا (1955 - 2015).

## جائزة الدورة الثالثة 2023[1]
مُنحت "جائزة فرناندو دالميدا العالمية للشعر" في دورتها الثالثة، إلى الشاعر المغربي نبيل منصر، عن مجموعته "أغنية طائر التم" (Chanson du sygne)، وذلك في إطار الدورة التاسعة والثلاثين من مهرجان "الأنهار الثلاثة الدولي للشعر" في مقاطعة كبيك الكندية، بمشاركة مئة شاعر من ثلاثين بلداً.
يعدّ منصر من الأصوات الشعرية المغربية المُجدّدة، انخرط منذ ثلاثة عقود في تجربة الكتابة، صدرت له ثمانية أعمال شعرية، من بينها ديوان "أغنية طائر التم"، الذي فاز بجائزة المغرب للكتاب عن فئة الشعر عام 2017، وتُرجمت بعض أعماله إلى الفرنسية والإسبانية.
وقال بيت الشعر في المغرب،"إن منصر هو ثالث شاعر يفوز بهذه الجائزة بعد جان كلود أونو من الكاميرون، وأمادو لامين صال من السنغال، الذي توّجه بيت الشعر بالجائزة الكبرى للشعر الأفريقي بالرباط، في دورتها الأولى.
صدرت مجموعة الشاعر الفائز عن "منشورات مرسم" في الرباط عام 2016، وترجمت إلى اللغتين الفرنسية والإنجليزية عام 2019 عن الدار نفسها، في نسخة مزدوجة أنجزها كمال التومي.
ولد منصر في الدار البيضاء عام 1965، وحصل على دكتوراه في الأدب العربي الحديث من "جامعة محمد الخامس" في الرباط عام 2004. أبرز مجموعاته "غمغمات قاطفي الموت" (1997)، و"أعمال المجهول" (2007)، و"مدينة نائمة" (2009)، و"كتاب الأعمى" (2011)،
كما صدر له في مجال النقد "الخطاب الموازي للقصيدة العربية المعاصرة" (2007)، و"شعرية البجعة" (2011).